# Koszmosz–4
A Koszmosz–4 (oroszul: Космос–4) szovjet Zenyit–2 típusú felderítő műhold volt.

## Jellemzői
A Zenyit–2 típusú fotófelderítő műhold a kujbisevi CSZK-Progressz vállalatnál készült. Fedélzetén nukleáris robbantásokat érzékelő műszereket is elhelyeztek. 1962. április 26-án Koszmosz jelzéssel a Bajkonuri űrrepülőtérről Vosztok–K (8K72K) hordozórakétával állították alacsony Föld körüli pályájára. Ez volt az első sikeresen pályára állított szovjet felderítő műhold. A vezérlőrendszer hibája miatt azonban csak kisszámú értékelhető felvételt tudott készíteni.
A műhold keringési ideje 90,5 perces volt. Az elliptikus pálya perigeuma 216 km, apogeuma 707 km volt. Tömege 4600 kg. 1962. április 29-én, négynapos keringés után a visszatérő modul földi parancsra belépett a légkörbe és ejtőernyővel leszállt a Földre.

## Külső hivatkozások
- Koszmosz–4. nasa.gov. (Hozzáférés: 2012. november 30.)
- Koszmosz–4. lib.cas.cz. [2013. október 13-i dátummal az eredetiből archiválva]. (Hozzáférés: 2013. március 29.)